# 멜리크샤
멜리크샤(튀르키예어: Melikşah; 1096년 ~ 1117년)은 룸 셀주크의 세번째 군주(재위기간: 1109년 ~ 1116년)이다. 샤힌샤(튀르키예어: Şâhinşah)라고도 불리었다.

## 생애
클르츠 아르슬란 1세의 아들로, 1096년 즈음에 태어났다. 1107년 3월 22일, 모술을 정복한 클르츠 아르슬란은 멜리크샤를 도시의 통치자로 임명했다. 클르츠 아르슬란이 전사한 후, 멜리크샤는 차블르에 의해 이스파한에 보내져 무함마드 타파르의 보호 아래에 있게 되었다. 클르츠 아르슬란의 남은 영토에서는, 그의 부인 아이셰 하툰이 보즈므쉬 베이와 손을 잡고 아들, 투으룰 아르슬란을 군주로 옹립했다.
멜리크샤는 1109년 중순에 소아시아로 돌아왔다. 일설에 따르면 멜리크샤가 도주한 것이라고 하고, 또 다른 설에 따르면 무함마드 타파르가 소아시아의 군주로 임명한 것이라고도 한다. 멜리크샤는 이코니온에 자리를 잡았다.
멜리크샤는 이후 군대를 모아 에미르 모놀루그, 콘토그멘 그리고 무함마드에게 맡긴 뒤 소아시아 서부의 비잔틴령에 대한 대대적인 약탈을 실시했다. 이에 알렉시오스 1세 콤네노스는 군대를 이끌고 이코니온에 대한 반격 원정을 감행했다. 이때 알렉시오스는 다니쉬멘드 왕조와 협조하였다. 다니쉬멘드 왕조는 멜리크샤의 동생 메수드 1세의 왕위 계승을 요구하며 이코니온으로 진군했다. 그 결과 멜리크샤의 군대는 무너져내렸다. 1116년, 멜리크샤는 메수드에게 항복하였다. 그 해에 메수드는 멜리크샤의 눈을 뽑았고, 그 이듬해에는 교살시켰다.